# Sarothromerus sharpi
Sarothromerus sharpi är en skalbaggsart som beskrevs av Blackburn 1905. Sarothromerus sharpi ingår i släktet Sarothromerus och familjen Melolonthidae. Inga underarter finns listade i Catalogue of Life.